# Liste der deutschen Botschafter in Chile
Die Liste der deutschen Botschafter in Chile enthält die jeweils ranghöchsten Vertreter des Deutschen Reichs und der Bundesrepublik Deutschland in Chile. Sitz der Botschaft ist in der Kommune Vitacura, in Santiago de Chile.

## Deutsches Reich

Friedrich von Gülich (ca. 1870)

| Name                                                      | Amtszeit  | Anmerkungen                         |
| --------------------------------------------------------- | --------- | ----------------------------------- |
| Carl Ferdinand Levenhagen                                 | 1871–1877 | Ministerresident                    |
| Friedrich von Gülich                                      | 1877–1881 | Ministerresident                    |
| Gustav Adolf Schenck zu Schweinsberg                      | 1881–1886 | Ministerresident                    |
| Felix Freiherr von Gutschmid                              | 1886–1892 | Ministerresident, ab 1887 Gesandter |
| Ernst von Treskow                                         | 1891–1899 | Gesandter                           |
| Oscar Stübel                                              | 1889–1900 | Gesandter                           |
| Albrecht von Voigts-Rhetz                                 | 1900–1901 | Gesandter                           |
| Siegfried Friedrich Kasimir zu Castell-Rüdenhausen        | 1901–1903 | Gesandter                           |
| Franz von Reichenau                                       | 1903–1907 | Gesandter                           |
| Hans Philipp Leopold von und zu Bodman                    | 1907–1910 | Gesandter                           |
| Friedrich Carl von Erckert                                | 1910–1919 | Gesandter                           |
| Otto Gumprecht                                            | 1919–1921 | Kommissarische Leitung              |
| Friedrich Carl von Erckert                                | 1921–1923 | Gesandter                           |
| Ludwig Graf von Spee                                      | 1923–1928 | Gesandter                           |
| Franz Olshausen                                           | 1928–1932 | Gesandter                           |
| Hans Kurd von Reiswitz und Kaderžin                       | 1932–1934 | Gesandter                           |
| Wilhelm Albrecht von Schoen                               | 1934–1943 | Gesandter, ab 1936 Botschafter      |
| Abbruch der diplomatischen Beziehungen am 20. Januar 1943 |           |                                     |

## Bundesrepublik Deutschland

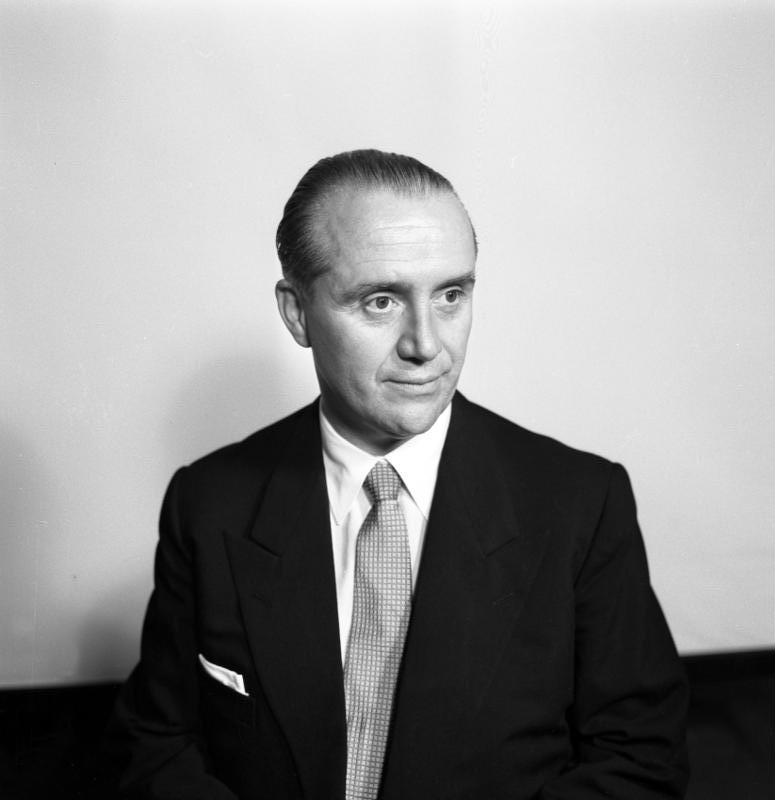
Kurt Luedde-Neurath (1958)

| Name                              | Amtszeit  |
| --------------------------------- | --------- |
| Carl von Campe                    | 1952–1959 |
| Hans Strack                       | 1959–1964 |
| Gottfried von Nostitz-Drzewiecky  | 1964–1967 |
| Rudolf Salat                      | 1967–1970 |
| Horst Osterheld                   | 1970–1971 |
| Lothar Lahn                       | 1971–1973 |
| Kurt Luedde-Neurath               | 1973–1976 |
| Erich Strätling                   | 1976–1979 |
| Heinz Dittmann                    | 1979–1983 |
| Hermann Holzheimer                | 1983–1986 |
| Horst Kullak-Ublick               | 1986–1988 |
| Günter Knackstedt                 | 1988–1989 |
| Wiegand Pabsch                    | 1990–1993 |
| Werner Reichenbaum                | 1993–1997 |
| Horst Palenberg                   | 1997–2000 |
| Georg Clemens Dick                | 2000–2003 |
| Joachim Schmillen                 | 2003–2006 |
| Peter Scholz                      | 2006–2008 |
| Michael Glotzbach                 | 2008–2012 |
| Hans Henning Blomeyer-Bartenstein | 2012–2015 |
| Rolf Schulze                      | 2015–2019 |
| Christian Hellbach                | 2019–2022 |
| Irmgard Maria Fellner             | 2022–2024 |
| Susanne Fries-Gaier               | 2024–     |